# خواجه (خواف)
خواجه ، روستایی است از توابع بخش مرکزی شهرستان خواف استان خراسان رضوی ایران.

## جمعیت
این روستا در دهستان میان‌خواف قرار داشته و بر اساس سرشماری سال ۱۳۸۵ جمعیت آن (۶۱خانوار) ۲۸۷نفر
بوده است.